# Robert Wace
Robert Wace (c. 1110– després del 1174), va ser un poeta normand, nascut a Jersey que va viure a França i que va acabar sent canonge a Bayeux, famós per la seva aportació a l'estudi de la història de Normandia i Anglaterra.

## Vida
Tot el que se sap de la vida de Wace ve de les dades autobiogràfiques que es troben als seus poemes. No va fer cap referència a la seva data de naixement, però es creu que devia ser entre el 1090 i el 1110.
El cognom Wace, va ser comú a l'illa de Jersey fins al segle xvi i ell només va fer servir el cognom per a signar les seves obres.
S'ha especulat si devia ser de família aristocràtica pet fet d'haver-lo enviat a Caen a rebre una educació, cosa que no estava a l'abast de gaires famílies en aquell temps.

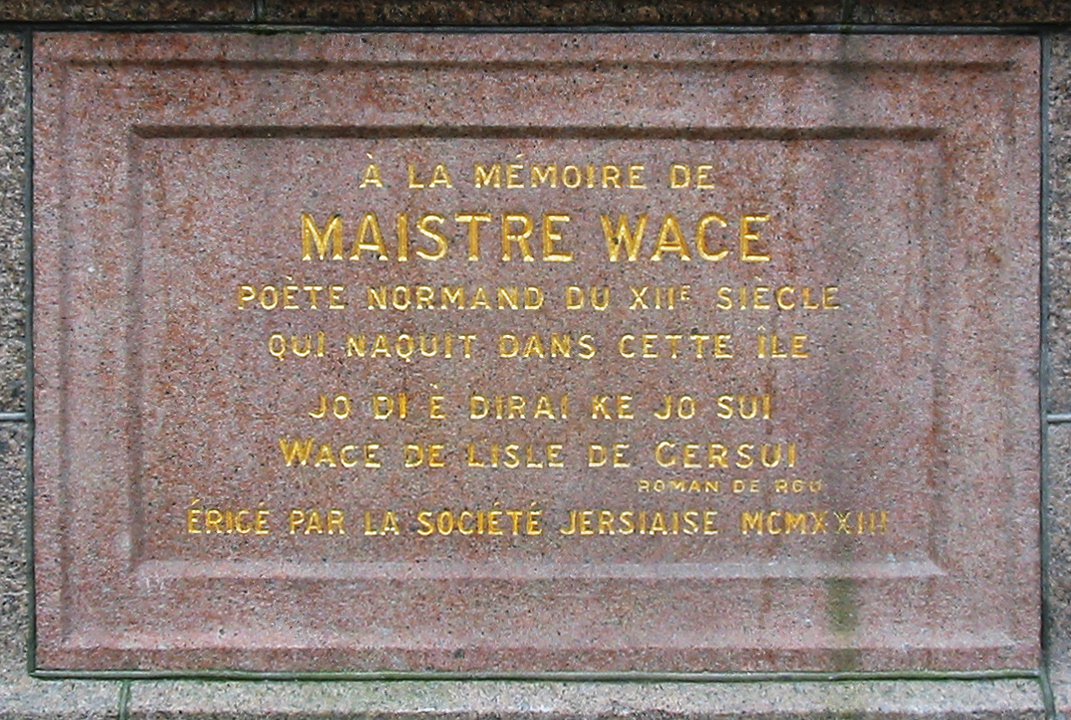
Placa commemorativa dedicada a Wace al municipi de Saint Hélier (illa de Jersey).

La dedicació amb què tractava els temes marítims podria estar relacionada amb un enyorament o a un lligam sentimental amb els paisatges que va conèixer a la seva infantesa a Jersey. De fet, els habitants de l'illa se'n senten tan orgullosos que li han dedicat una placa commemorativa a la plaça Royal square de Saint Helier amb els versos que Wace va escriure sobre la seva pàtria natal.
Se sap que l'any 1130 Wace residia a Caen i treballava en una església, possiblement com a mestre, ja que la signatura diu Maistre Wace.
Es desconeix la data de la seva mort. L'esdeveniment més recent esmentat al poema Roman de Rou estaria datat l'any 1174. En aquesta obra, Wace esmenta a «Enric, el jove rei» com si parlés d'una persona viva. Com que aquest Enric seria el fill d'Enric II d'Anglaterra, que va morir el 1183, probablement el poema de Wace és anterior.

## Obra
Wace és l'autor del Roman de Brut, un extens poema que narra la història de Bretanya; el Roman de Rou, un altre poema llarg però que narra la història dels ducs de Normandia; i d'altres treballs en vers com la vida de santa Margarida o la de sant Nicolau.

### Roman de Brut
Aquesta obra escrita cap al 1155 està basada en la Historia Regum Britanniae de Geoffrey de Monmouth. Des del punt de vista d'un historiador actual no pot ser considerada una obra fidedigna, ja que Wace no distingeix entre els fets que es poden demostrar com a certs i els que no ho són, ni entre allò que no ha estat investigat per tal de saber si allò que es diu que va passar és cert. Wace dona la mateixa explicació que Monmouth sobre l'origen de Bretanya, segons ell fundada per Brutus de Troia, un net del llegendari Enees. Aquesta obra va ser molt popular en vida de l'autor. Va col·laborar en escampar la llegenda del rei Artús, ja que, en lloc de fer servir el llatí, una llengua morta, va emprar la llengua vernacular emprada pels seus contemporanis. Dins la llegenda artúrica, Wace va afegir l'element de la Taula Rodona i va ser el primer en anomenar la mítica espasa del rei com a 'Excàlibur', tot i que en conjunt només varia en uns pocs detalls de la versió donada per Monmouth.
El Roman de Brut va servir de base perquè un altre escriptor anomenat Layamon escrivís una altra història de Bretanya, anomenada Layamon's Brut i aquesta vegada en llengua anglesa. I també va inspirar Piers de Langtoft per a fer la seva Crònica. L'historiador Matthew Bennett, en un article titulat "Wace and warfare" ha destacat la concepció tan clara que Wace tenia de les guerres del seu temps i que els detalls que inventava per donar cos a les operacions militars que narrava poden, en definitiva, ajudar a la comprensió general dels conflictes bèl·lics que va haver-hi a la seva època.

### Roman de Rou
El seu darrer treball va ser el Roman de Rou (Rou és variant del nom de Rol·ló), que segons l'autor va ser una obra encomanada pel rei Enric II d'Anglaterra. Una bona part del text està dedicat a Guillem el Conqueridor i a la Conquesta normanda d'Anglaterra. Wace va fonamentar el seu relat en la tradició oral, és a dir, no només en informació provinent de documents sinó també del testimoni (indirecte, perquè la batalla de Hastings és el 1066 i els testimonis directes ja no serien vius) de persones que van participar en la batalla de Hastings. Com a curiositat, cal dir que el Roman de Rou parla de la visió al cel del cometa de Halley, que també apareix al Tapís de Bayeux. La poca popularitat d'aquesta obra evidencia una manca d'interès per la història del Ducat de Normandia fins a la seva incorporació dins el regne de França el 1204.
El poema consta de quatre parts. La primera és una crònica invertida cronològicament de 315 versos alexandrins, on es repassa la història dels ducs normands des d'Enric II d'Anglaterra fins a Rol·ló. La segona està composta per 4425 versos alexandrins i descriu la fundació del ducat per Rol·ló i la seva biografia fins al 965. La tercera part és la més important, està composta d'11.440 versos octosíl·labs i narra la història del ducat des del 965 fins a la batalla de Tinchebray l'any 1106. Els historiadors pensen que la darrera part no és més que un esborrany a mig acabar i consta de 750 versos octosíl·labs. Alguns historiadors pensen que el poema no està acabat perquè el rei va deixar de subvencionar Wace potser per no estar d'acord amb la seva versió dels fets.

## Idioma
L'idioma en què estan escrites les seves obres és l'anglonormand, una antiga llengua parlada durant l'edat mitjana a Anglaterra, especialment a la cort i entre els nobles. Es considera un dialecte del normand, una llengua romànica que es parla a Normandia, al nord de França. També es considera un precedent del jerseiès. Wace, en emprar aquest idioma, va ser innovador, ja que en el seu moment el llatí era la llengua majoritàriament triada per als escrits.